# Whitehall
Whitehall è una strada di Westminster, a Londra. 

## Descrizione

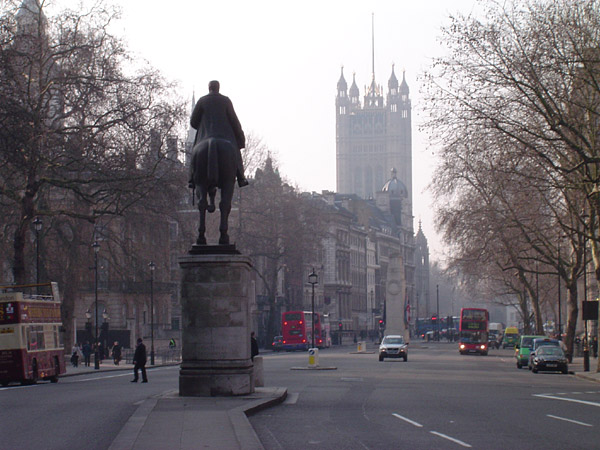
Whitehall, vista guardando verso Westminster. La torre è la Victoria Tower.

È la principale arteria che porta a nord da Parliament Square, sede del governo, verso Charing Cross. Nella piazza sorge la statua di Carlo I d'Inghilterra, e spesso viene indicata come il centro di Londra. La strada è sede di numerosi ministeri, e di conseguenza in Inghilterra l'espressione Whitehall viene usata anche per indicare l'amministrazione di governo.
A darle il nome è il grande Palazzo di Whitehall che vi sorgeva fino al 1698, quando fu distrutto da un incendio: originariamente, la strada portava all'ingresso del palazzo. Alla sua estremità nord sorge Trafalgar Square. La parte a sud di Parliament Square si chiama Parliament Street, sebbene nella realtà ci sia più di una soluzione di continuità fra le due strade, che insieme si estendono per un chilometro circa.

## Storia

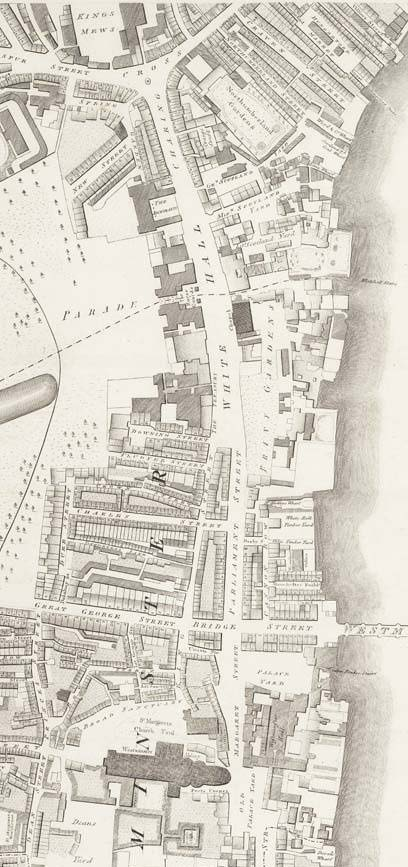
Nel 1799 molti dei siti oggi occupati dagli edifici governativi ospitavano ville e Parliament Street non era stata allargata.

Parliament Street era una piccola strada che portava al Palazzo di Westminster. Quando il palazzo fu demolito, Parliament street fu allargata perché fosse adeguata a quella di Whitehall. L'aspetto attuale della strada è per larga parte risultato delle modifiche del XIX secolo.
La Banqueting House, costruita nel 1622 da Inigo Jones, è l'unica parte del precedente palazzo che rimane. Re Carlo I vi fu giustiziato il 30 gennaio 1649.
Il cenotafio, il principale monumento ai caduti in Gran Bretagna, si trova al centro della strada, e ospita la Commemorazione dei caduti. Nel 2005 a poca distanza da esso è stato eretto un Monumento alle donne della seconda guerra mondiale.

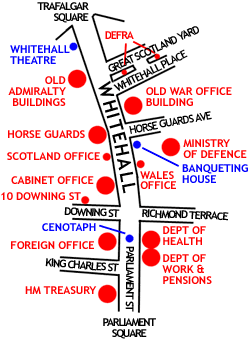
Mappa dei principali monumenti (in blu) ed edifici pubblici (in rosso).

## Edifici pubblici(da nord a sud)
- Ammiragliato (Admiralty)
- Dipartimento per l'ambiente, l'alimentazione e gli affari rurali (DEPRA)
- Ex ministero della Guerra (Old War office)
- Horse Guards Parade, ex quartier generale dell'esercito britannico
- Ministero della Difesa (Ministry of Defence)
- Ufficio per la Scozia, il dipartimento per la Scozia ospitato dalla Dover House (Scotland Office)
- Ufficio per il Galles, il dipartimento per il Galles ospitato dalla Gwydyr House (Welsh Office)
- Ufficio di gabinetto del governo (Cabinet Office)
- 10 Downing Street, residenza del Primo ministro
- Dipartimento della salute (British Department of Health)
- Dipartimento per il lavoro e le pensioni (Department of Work and Pensions)
- Ministero degli Esteri (Foreign Office)
- HM Treasury, il ministero del Tesoro
- HM Revenue and Customs, il ministero delle Entrate

## Altri monumenti
- Banqueting House
- The Cenotaph
- Monumento alle donne della Seconda Guerra mondiale
- Whitehall Theatre
- Monumento a sir Arthur T. Harris capo del Bomber Command RAF - II Guerra mondiale